# Szkoły geograficzne
Szkoły geograficzne – szkoły naukowe legitymujące się wybitnymi osiągnięciami w określonej dziedzinie geografii, reprezentowane przez mistrza i skupionych wokół niego uczniów rozwijających dany kierunek badań. Narodowe szkoły geograficzne o zróżnicowanych kierunkach badań, uzależnionych od cech fizycznogeograficznych i kulturowo-społecznych danego kraju wykształciły się w XIX i XX wieku, głównie w dużych państwach, których obszar wykazuje znaczne zróżnicowanie związane z klimatem, krajobrazem, strukturami społeczno-gospodarczymi itp.